# Rio Grande do Sul
Rio Grande do Sul (AFI [ʁiu ˈɡɾɐ̃.d͡ʒi du ˈsuɫ], numele însemnând „râu mare al sudului”) este una dintre cele 27 de unități federative ale Braziliei. Capitala statului este orașul Porto Alegre. Se învecinează cu unitatea federativă Santa Catarina la nord, Argentina la vest și Uruguay la sud, la est având ieșire la Oceanul Atlantic. În 2008 Rio Grande do Sul avea o populație de 10.855.214 de locuitori și suprafață de 281.748,54 km², fiind împărțit în 7 mezoregiuni, 35 de microregiuni și 496 de municipii.

## Climă
În Rio Grande do Sul, clima este temperată cu variație subtropicală, fiind clasificată și ca mezotermică umedă. Datorită poziției sale geografice, între paralelele 27°03'42 și 33°45'09 latitudine sudică,  49º42'41 și 57º40'57 longitudine vestică, clima acestui stat variază considerabil în ceea ce privește Brazilia. Latitudinea consolidează influența a maselor de aer polar și a maselor tropicale continentale și Atlantica. Circulația și întâlnirile acestor mase definesc caracteristicile climatice ale statului. Cea mai scăzută temperatură a fost de -10 °C, în Bom Jesus, la data de 1 august 1955, iar extrema cealaltă a fost de 42 °C în Jaguarão, în 1943.